# Ciclism la Jocurile Olimpice de vară din 2020 - Omnium feminin
Cursa ciclistă de omnium feminin de la Jocurile Olimpice de vară din 2020 a avut loc pe 8 august 2021 pe Izu Velodrome,Tokyo.

## Program
Orele sunt ora Japoniei (UTC+9) 
| Data                    | Timp                    | Etapă                                                            |
| ----------------------- | ----------------------- | ---------------------------------------------------------------- |
| Duminică, 8 august 2021 | 10:00 10:45 11:26 12:25 | Cursa Scratch Cursa Tempo Cursa de elimniare Cursa pentru puncte |

## Rezultate

### Cursa Scratch
| Loc | Ciclistă           | Țară                       | Ture în urmă | Puncte probă |
| --- | ------------------ | -------------------------- | ------------ | ------------ |
| 1   | Jennifer Valente   | Statele Unite ale Americii |              | 40           |
| 2   | Yumi Kajihara      | Japonia                    |              | 38           |
| 3   | Annette Edmondson  | Australia                  |              | 36           |
| 4   | Anita Stenberg     | Norvegia                   |              | 34           |
| 5   | Kirsten Wild       | Olanda                     |              | 32           |
| 6   | Maria Martins      | Portugalia                 |              | 30           |
| 7   | Allison Beveridge  | Canada                     |              | 28           |
| 8   | Amalie Dideriksen  | Danemarca                  |              | 26           |
| 9   | Holly Edmondston   | Noua Zeelandă              |              | 24           |
| 10  | Liu Jiali          | China                      |              | 22           |
| 11  | Tatsiana Sharakova | Belarus                    |              | 20           |
| 12  | Maria Novolodskaya | COR                        |              | 18           |
| 13  | Lotte Kopecky      | Belgia                     | NT           | 16           |
| 13  | Laura Kenny        | Marea Britanie             | NT           | 16           |
| 13  | Elisa Balsamo      | Italia                     | NT           | 16           |
| 13  | Daria Pikulik      | Polonia                    | NT           | 16           |
| 13  | Clara Copponi      | Franța                     | NT           | 16           |
| 13  | Olivija Baleišytė  | Lituania                   | NT           | 16           |
| 13  | Ebtissam Mohamed   | Egipt                      | NT           | 16           |
| 13  | Emily Kay          | Irlanda                    | NT           | 16           |
| 13  | Pang Yao           | Hong Kong                  | NT           | 16           |

### Cursa Tempo
| Loc | Ciclistă           | Țară                       | Puncte cursă | Puncte probă |
| --- | ------------------ | -------------------------- | ------------ | ------------ |
| 1   | Laura Kenny        | Marea Britanie             | 7            | 40           |
| 2   | Kirsten Wild       | Olanda                     | 3            | 38           |
| 3   | Jennifer Valente   | Statele Unite ale Americii | 3            | 36           |
| 4   | Anita Stenberg     | Norvegia                   | 1            | 34           |
| 5   | Yumi Kajihara      | Japonia                    | 1            | 32           |
| 6   | Amalie Dideriksen  | Danemarca                  | 1            | 30           |
| 7   | Liu Jiali          | China                      | 0            | 28           |
| 8   | Maria Martins      | Portugalia                 | 0            | 26           |
| 9   | Clara Copponi      | Franța                     | –17          | 24           |
| 10  | Elisa Balsamo      | Italia                     | –18          | 22           |
| 11  | Allison Beveridge  | Canada                     | –18          | 20           |
| 12  | Annette Edmondson  | Australia                  | –18          | 18           |
| 13  | Emily Kay          | Irlanda                    | –19          | 16           |
| 14  | Holly Edmondston   | Noua Zeelandă              | –20          | 14           |
| 15  | Tatsiana Sharakova | Belarus                    | –20          | 12           |
| 16  | Maria Novolodskaya | COR                        | –20          | 10           |
| 17  | Olivija Baleišytė  | Lituania                   | –40          | 8            |
| 18  | Ebtissam Mohamed   | Egipt                      | –40          | 6            |
| 19  | Pang Yao           | Hong Kong                  | –40          | 4            |
| 20  | Lotte Kopecky      | Belgia                     | NT           | 0            |
| 20  | Daria Pikulik      | Polonia                    | NT           | 0            |

### Cursa de eliminare
| Loc | Ciclistă           | Țară                       | Puncte probă |
| --- | ------------------ | -------------------------- | ------------ |
| 1   | Clara Copponi      | Franța                     | 40           |
| 2   | Yumi Kajihara      | Japonia                    | 38           |
| 3   | Amalie Dideriksen  | Danemarca                  | 36           |
| 4   | Jennifer Valente   | Statele Unite ale Americii | 34           |
| 5   | Maria Martins      | Portugalia                 | 32           |
| 6   | Olivija Baleišytė  | Lituania                   | 30           |
| 7   | Allison Beveridge  | Canada                     | 28           |
| 8   | Anita Stenberg     | Norvegia                   | 26           |
| 9   | Emily Kay          | Irlanda                    | 24           |
| 10  | Holly Edmondston   | Noua Zeelandă              | 22           |
| 11  | Kirsten Wild       | Olanda                     | 20           |
| 12  | Maria Novolodskaya | COR                        | 18           |
| 13  | Laura Kenny        | Marea Britanie             | 16           |
| 14  | Liu Jiali          | China                      | 14           |
| 15  | Elisa Balsamo      | Italia                     | 12           |
| 16  | Pang Yao           | Hong Kong                  | 10           |
| 17  | Ebtissam Mohamed   | Egipt                      | 8            |
| 18  | Annette Edmondson  | Australia                  | 6            |
| 19  | Tatsiana Sharakova | Belarus                    | 4            |

### Cursa pentru puncte și clasament final
| Loc | Ciclistă           | Țară                       | CS | CT | CE                | Subtotal          | Puncte sprint     | Puncte tură       | Ordinea de sosire | Total puncte |
| --- | ------------------ | -------------------------- | -- | -- | ----------------- | ----------------- | ----------------- | ----------------- | ----------------- | ------------ |
| 1   | Jennifer Valente   | Statele Unite ale Americii | 40 | 36 | 34                | 110               | 14                | 0                 | 2                 | 124          |
| 2   | Yumi Kajihara      | Japonia                    | 38 | 32 | 38                | 108               | 2                 | 0                 | 11                | 110          |
| 3   | Kirsten Wild       | Olanda                     | 32 | 38 | 20                | 90                | 18                | 0                 | 3                 | 108          |
| 4   | Amalie Dideriksen  | Danemarca                  | 26 | 30 | 36                | 92                | 11                | 0                 | 16                | 103          |
| 5   | Anita Stenberg     | Norvegia                   | 34 | 34 | 26                | 94                | 3                 | 0                 | 4                 | 97           |
| 6   | Laura Kenny        | Marea Britanie             | 16 | 40 | 16                | 72                | 24                | 0                 | 1                 | 96           |
| 7   | Maria Martins      | Portugalia                 | 30 | 26 | 32                | 88                | 7                 | 0                 | 5                 | 95           |
| 8   | Clara Copponi      | Franța                     | 16 | 24 | 40                | 80                | 5                 | 0                 | 7                 | 85           |
| 9   | Allison Beveridge  | Canada                     | 28 | 20 | 28                | 76                | 2                 | 0                 | 13                | 78           |
| 10  | Holly Edmondston   | Noua Zeelandă              | 24 | 14 | 22                | 60                | 7                 | 0                 | 8                 | 67           |
| 11  | Liu Jiali          | China                      | 22 | 28 | 14                | 64                | 1                 | 0                 | 9                 | 65           |
| 12  | Annette Edmondson  | Australia                  | 36 | 18 | 6                 | 60                | 1                 | 0                 | 6                 | 61           |
| 13  | Emily Kay          | Irlanda                    | 16 | 16 | 24                | 56                | 0                 | 0                 | 15                | 56           |
| 14  | Elisa Balsamo      | Italia                     | 16 | 22 | 12                | 50                | 0                 | 0                 | 10                | 50           |
| 15  | Maria Novolodskaia | COR                        | 18 | 10 | 18                | 46                | 4                 | 0                 | 12                | 50           |
| 16  | Tatsiana Sharakova | Belarus                    | 20 | 12 | 4                 | 36                | 0                 | 0                 | 14                | 36           |
| 17  | Olivija Baleišytė  | Lituania                   | 16 | 8  | 30                | 54                | 0                 | –20               | 17                | 34           |
| 18  | Ebtissam Mohamed   | Egipt                      | 16 | 6  | 8                 | 30                | 0                 | –20               | NT                | –            |
| 18  | Pang Yao           | Hong Kong                  | 16 | 4  | 10                | 30                | 0                 | –40               | NT                | –            |
| 20  | Lotte Kopecky      | Belgia                     | 16 | NT | Nu a luat startul | Nu a luat startul | Nu a luat startul | Nu a luat startul | NS                | –            |
| 20  | Daria Pikulik      | Polonia                    | 16 | NT | Nu a luat startul | Nu a luat startul | Nu a luat startul | Nu a luat startul | NS                | –            |